# SPIM (software)
SPIM es un emulador que ejecuta programas en lenguaje ensamblador para los computadores basados en los procesadores MIPS R2000/R3000. Ha sido escrito por James R. Larus.
El simulador SPIM está disponible para los siguientes sistemas operativos: Windows (PCSpim), Mac OSX y Unix/Linux (xspim)